# Vít z Dampierre
Vít z Dampierre (francouzsky Gui de Dampierre, vlámsky Gwyde Dampierre, 1226? – 7. března 1305, Compiègne) byl flanderský hrabě a markrabě namurský. Po celý život byl poslušným vazalem francouzských králů a to až do roku 1294, kdy podpisem sňatkové dohody s anglickým králem změnil svůj osud. Zemřel v kmetském věku ve francouzském vězení. Zachoval se jeho žaltář, dnes v majetku brusselské královské knihovny.

## Život

### Věrný leník francouzského krále

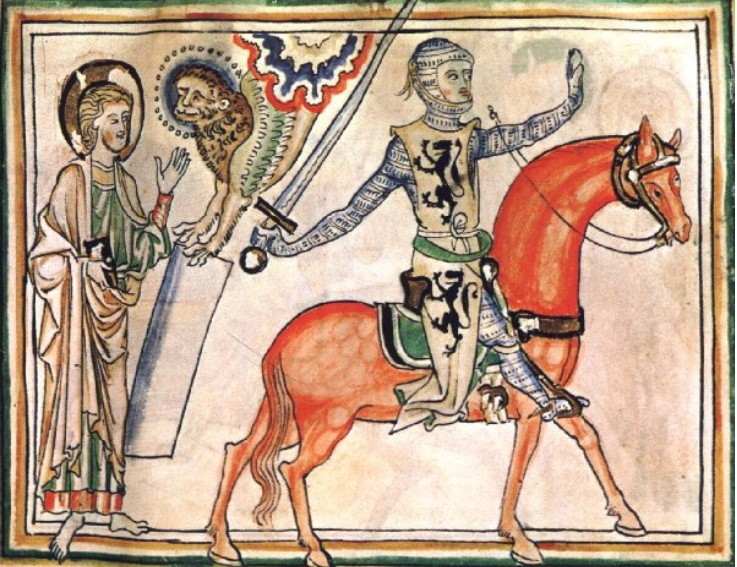
Vít z Dampierre

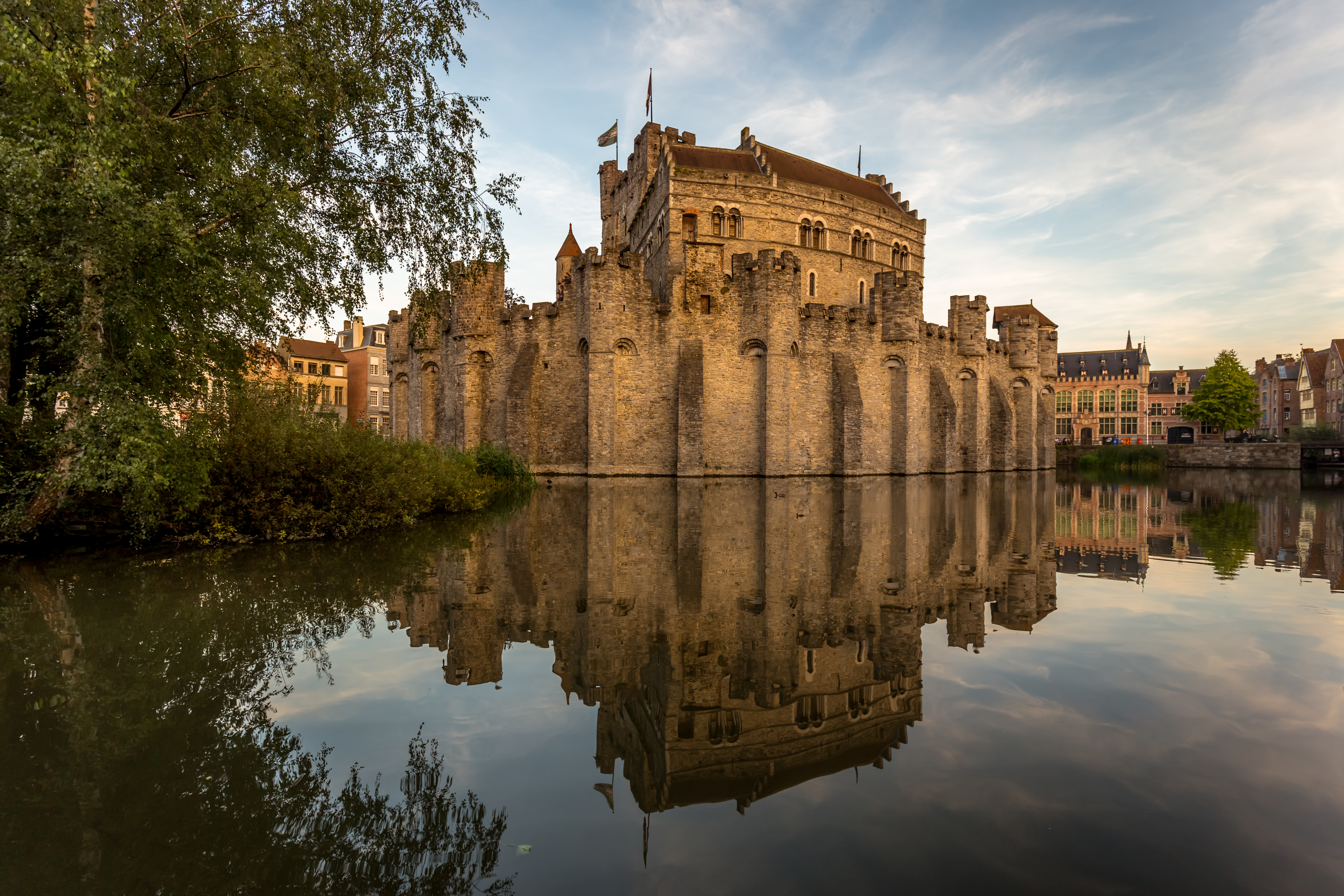
Hrad v Gentu

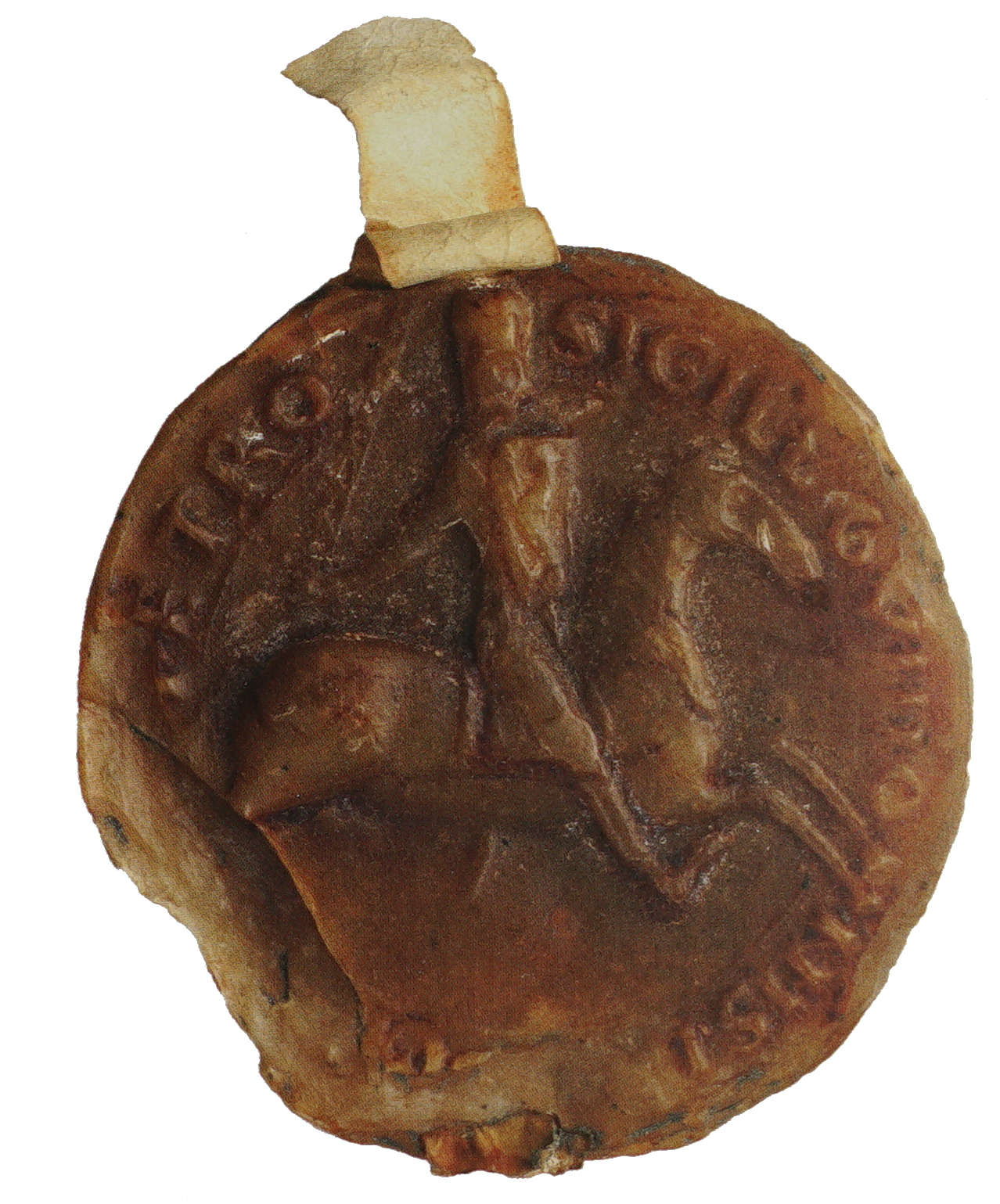
Pečeť Víta z Dampierre

Narodil se jako druhý syn Viléma z Dampierre a Markéty, dcery flanderského hraběte Balduina IX. a budoucí dědičky své bezdětné sestry Johany Flanderské. Hraběnka Markéta byla provdaná podruhé, první sňatek byl papežem prohlášen za neplatný a na syny z tohoto svazku bylo až do roku 1249 pohlíženo jako na levobočky. Sama Markéta protežovala syny z druhého manželství z čehož plynula tzv. válka o následnictví, v níž z pozice lenního pána opakovaně zasahoval i francouzský král Ludvík IX. Roku 1235 se sestry dohodly, že dědictví se rozdělí mezi Markétiny syny na sedminy, z nichž dvě dostanou synové z Avesnes a pět sedmin Dampierrové.
Po smrti staršího bratra Viléma při rytířském turnaji byl Vít roku 1252 na matčin návrh uznán francouzskou regentkou za nástupce ve flanderském hrabství a následně se na matčin popud pokusil zmocnit Zeelandských ostrovů. Roku 1253 byl poražen v bitvě u Walcherenu a se svými společníky zajat holandským regentem Florisem. Prostřednictvím Ludvíka IX. byl po zaplacení výkupného a na základě péronnského ustanovení v roce 1256 společně s bratrem Janem propuštěn. Až do roku 1278 vládl společně se svou matkou, která ke konci života abdikovala v jeho propsěch a odešla do klášterního ústraní ve Flines.
Vít z Dampierre byl často u Ludvíkova dvora, a v roce 1270 se zúčastnil královy křížové výpravy. Po měsíci neúspěšného obléhání Tunisu kruciáta skončila smrtí Ludvíka IX. a křižáci se postupně vrátili domů. Hrabě zůstal věrným vazalem francouzského krále i během vlády Filipa III. a zúčastnil se po jeho boku řady vojenských dobrodružství. Po Filipovi III. nastoupil na trůn jeho syn Filip IV. a situace se změnila.

### Námluvy s Anglií
Filip IV. obsadil roku 1294 Akvitánii, která patřila anglickému králi. Ten na oplátku uvalil obchodní embargo na francouzské spojence, což se dotklo i Flander, které byly závislé na dodávkách anglické vlny. Již roku 1293 Vít z Dampierre uzavřel s anglickým králem Eduardem I. dohodu o sňatku dcery Filipy s anglickým následníkem. Tzv. smlouva z Lierre byla zpečetěna v létě 1294 a Vít z Dampierre jejím podepsáním změnil osud své rodiny i celých Flander.
V září téhož roku seznámil se svými plány francouzského krále Filipa IV. jako svého lenního pána. Ten nesouhlasil, následovalo zatčení a do vězení byli zároveň s hrabětem vsazeni i jeho dva synové. Na svobodu se všichni tři dostali na počátku roku 1295 výměnou za Filipu, kterou francouzský král požadoval. Vztahy mezi flanderským hrabětem a jeho lenním pánem se nadále zhoršovaly, Filip IV. začal důrazně zasahovat do správy hrabství a dosadil tam své zástupce.
Na počátku roku 1297 Vít z Dampierre uzavřel spojenectví s Eduardem I. a se všemi náležitostmi vypověděl lenní slib francouzskému králi. Ten pak považoval Flandry za své a Víta z Dampierre tituloval pouze jako markýze z Namuru, což byla část jeho panství připadající k říši. Na základě smlouvy z Melunu se hrabě dočkal také exkomunikace. V létě téhož roku francouzské vojsko vniklo do Flander, obsadilo pár měst a v bitvě u Furnes byl hrabě bez podpory anglického spojence se svým chabým vojskem poražen.
Za zprostředkování papežských legátů bylo uzavřeno tříleté příměří a na jaře 1298 se znepřátelené strany sešly v Římě. Své zástupce vyslal francouzský král i král anglický. Flanderský hrabě vyslal své dva syny Roberta z Béthune a Jana z Namuru. Papež Bonifác VIII. úspěšně usmířil oba krále a dohodl sňatky mezi jejich rodinami. Vít z Dampierre zůstal zcela osamocen a opuštěn všemi spojenci. Unavený starý hrabě předal vládu nad Flandrami nejstaršímu synovi Robertovi z Béthune.
Na počátku roku 1300 vnikli Francouzi znovu do Flander a v létě se Dampierrové v Gentu vzdali. Vít z Dampierre, Robert z Béthune a Vilém z Crèvecœuru byli zajati a odvezeni do rytířské vazby ve Francii. Synové z druhého manželství odjeli do Namuru a hrabství přešlo do správy královských úředníků. Zvýšení daní vyvolalo napětí mezi obyvatelstvem. Bohatá města navázala spojení s dosud svobodnými syny starého hraběte - Vítem a Janem Namurskými, kteří povolali na pomoc synovce Viléma z Jülichu. Doutnající sud vzpoury vybuchl v Bruggách, kde byli při tzv. jitřních hodinkách povražděni všichni Francouzi. Filip IV. poslal do Flander trestnou výpravu pod velením zkušeného Roberta z Artois. Mladí Dampierrové ho v létě 1302 společně s vlámskou domobranou porazili svými holemi v bitvě u Courtrai. Francouzský král pak urychleně uzavřel roku 1303 tzv. pařížský mír s Anglií a s Vlámy dohodl příměří. Dokonce propustil na svobodu hraběte a jeho syna Viléma z Crèvecœuru. 20. září 1303 se dohodli na příměří, které mělo trvat do 17. května následujícího roku. Zimní jednání nepřinesly žádné ovoce. V srpnu 1304 porazil Filip Vlámy u Zierikzee a u Mons-en-Pévèle.
Starý hrabě se vrátil do francouzského vězení, kde na jaře 1305 v požehnaném věku 80 let zemřel. Jeho ostatky byly pohřbeny v klášteře Flines. Smlouva z Athis-sur-Orge byla uzavřena v červnu téhož roku a jeho syn Robert za cenu četných ústupků a válečných reparací získal zpět Flanderské hrabství.

## Potomstvo
1. manželství ∞ 1246 Matylda z Béthuné († 1264)
- Robert III. Flanderský (1247/1249–1322)

1. ∞ Blanka z Anjou († 1269)
2. ∞ Jolanda Burgundská (1247–1280)

- Vilém z Dendermondu (1249/1250–1311) ∞ Alix z Clermontu-Nesle († 1330)
- Jan II. z Dampierre, biskup v Métách a v Lutychu (1250–1290)
- Markéta z Dampierre (1251/1253–1285) ∞ Jan I. Brabantský (1252–1294)
- Balduin (1252–1296)
- Beatrix z Dampierre († 1291) ∞ Floris V. Holandský (1254–1296)
- Filip z Dampierre († 1318)

1. ∞ 1284 Mahaut z Courtenay († 1303)
2. ∞ 1304 Filipa z Milly († 1335)

- Marie z Dampierre (1264–1297)

1. ∞ Vilém z Jülichu († 1278)
2. ∞ Simon II. z Chateauvillain († 1305)

2. manželství ∞ 1265 Isabela Lucemburská († 1298)
- Jan I. z Namuru (1267–1330)

1. ∞ manželka Markéta z Clermontu (1289–1309)
2. ∞ manželka Marie z Artois (1291–1364)

- Filipa Flanderská (1268–1306)
- Jindřich Flanderský (1270–1337) ∞ Markéta z Cleves († po 1325)
- Vít z Namuru († 1311) ∞ Markéta Lotrinská († 1348)
- Johana z Namuru (1274–1296), jeptiška ve Flines
- Beatrix Flanderská (1280-cca 1307) ∞ 1287 Hugo II. ze Châtillonu († 1307)
- Markéta z Namuru (1282–1331)

1. ∞  Alexandr Skotský (1264–1284)
2. ∞ Renaud I. z Geldern (1255–1326)

- Isabela z Dampierre (1277–1323) ∞  Jan I. z Fiennes (1277–1331)